# Rui Cirne Lima
Ruy Cirne Lima (Porto Alegre, 23 de dezembro de 1908 — Porto Alegre, 30 de junho de 1984) foi um advogado, professor e jurista brasileiro.
Filho de Elias Cirne Lima e de Judith Machado Masson. Foi casado com Maria dos Reis Velho, é pai de Carlos Roberto Velho Cirne Lima e de Luís Fernando Cirne Lima.
Formou-se na Faculdade de Direito de Porto Alegre, em 1928, da qual foi posteriormente diretor de 1967 a 1971 e onde lecionou por 42 anos, várias disciplinas, entre elas Direito Internacional Privado, Direito Público Internacional, Direito Romano, Direito Administrativo e Ciência da Administração.
Foi secretário da Fazenda, no governo de Ildo Meneghetti, de 1964 a 1965, por duas vezes foi provedor da Irmandade da Santa Casa de Misericórdia de Porto Alegre, quando foi criada a Faculdade Católica de Medicina e presidiu o Instituto dos Advogados do Rio Grande do Sul.
Foi candidato a governador do Rio Grande do Sul, logo depois do Golpe militar de 1964, em eleição indireta de 1966. Uma coligação na Assembleia Legislativa, com 31 votos, foi atacada pelo poder militar, com a cassação de sete deputados (Álvaro Petracco da Cunha, Darcy von Hoonholtz, Hélio Fontoura, Cândido Norberto, Osmar Lautenschleiger, Seno Ludwig e Wilmar Taborda), sem a chamada dos respectivos suplentes, levando a minoria arenista à maioria, elegendo o coronel Walter Peracchi Barcelos com 23 votos, numa Assembleia de 55 cadeiras.